# Cogan's Trade (boek)
Cogan's Trade is een misdaadroman uit 1974 van schrijver George V. Higgins. 

## Verhaal
Jackie Cogan is een crimineel uit Boston. Hij werkt in dienst van de plaatselijke maffia. Hij wordt ingeschakeld wanneer enkele gangsters tijdens een belangrijke pokeravond overvallen worden. Cogan deinst voor niemand terug en gaat op zoek naar de daders. Tijdens zijn persoonlijk onderzoek voelt hij iedereen aan de tand en is hij zelfs bereid om over te gaan tot moorden.

## Stijl
Het boek bevat veel zwarte humor en geeft een hard, maar realistisch beeld van de onderwereld van Boston. De meeste hoofdstukken bestaan bijna louter uit dialogen, waarin de personages vaak ver afwijken van hetgeen ze eigenlijk willen zeggen. Hierdoor komen er veel details vrij over het misdaadmilieu en krijgt de lezer een realistisch beeld van de criminelen. De schrijver van het boek, George V. Higgins, wordt, refererend aan Cogan's Trade, ook weleens "de Balzac van het Boston misdaadmilieu" genoemd.

## Verfilming
In 2012 werd het boek van Higgins door regisseur Andrew Dominik verfilmd onder de titel Killing Them Softly. Brad Pitt vertolkte het titelpersonage.